# خشکی‌سنجابیان
خشکی‌سنجابیان (نام علمی: Xerinae) نام یک زیرخانواده از تیره سنجابان است. مارموت‌ها و سگ دشتی از این خانواده سنجاب‌ها هستند.

## پیدایش
سنجاب‌های خشکی در ابتدا در اوراسیا پدید آمدند اما سپس در دیگر نقاط جهان مانند آفریقا و آمریکا پراکنده شدند. بسیاری از سنجاب‌های خشکی، در اوایل دوران الیگوسن در آمریکای شمالی پراکنده شدند. احتمالاً خنک‌شدن جهانی و گسترش علفزارها، منجر به ظهور تیره سنجاب‌های زمینی شده است.